# Опаснейший хищник
«Опаснейший хищник» (англ. The Deadliest Man Alive) — двадцать второй эпизод второго сезона американского мультсериала «Мстители: Величайшие герои Земли».

## Сюжет
Железный человек и Капитан Америка приходят на Базу охотников к генералу Россу, чтобы освободить Брюса Баннера, предъявляя согласие президента. Когда Брюса выпускают, он превращается в Халка, ведёт себя агрессивно и сбегает. В особняке Мстители принимают решение остановить взбесившегося товарища, но Кэп не делает поспешных выводов. Халка замечают у Ниагарского водопада, и команда отправляется туда. Баннер говорит с Халком в голове, обсуждая, что трансформация была спровоцирована. Когда приходит Капитан Америка, он пытается поговорить с Халком, но какие-то импульсы провоцируют его на ярость. Прибывают Мстители, и Халк побеждает их. Кэп не хочет драться, но очередная вспышка заставляет Халка напасть, и тогда является Красный Халк, который одолевает зелёного монстра. После он просится в команду Мстителей. В течение недели он демонстрирует желание помогать миру, но Капитан Америка не доверяет ему, в отличие от других членов команды. Не единогласно они делают Красного Халка членом Мстителей, а Кэп наблюдает за церемонией и пытается выяснить личность Красного Халка, также замечая, что в его стиле драки чувствуется армейская школа. Красный Халк заходит в комнату и препирается со Стивом, а потом его забирает Соколиный глаз для продолжения экскурсии.
Капитан Америка проникает в подводную тюрьму, где держат Баннера, и подходит к его камере. Красный Халк сообщает Мстителям об этом, и они направляются туда же. Кэп видит на шее Брюса имплант, вызывающий ярость, и замечает Осу, которая пряталась в его костюме, чтобы помочь, потому что слова Стива о друзьях подействовали на неё. Она исследует имплант изнутри, но когда происходит вспышка, Брюс превращается в Халка, и Оса вырубает устройство, а Роджерс срывает его с шеи Баннера. Прибывают Мстители, и Крансый Халк намерен их арестовать. Он дерётся с Халком, а Кэп показывает друзьям имплант. Тони выясняет, что он сделан на основе кибернетической технологии, которую Старк продал армии пару лет назад. Отдалившись ото всех, Красный Халк достаёт пульт, чтобы вызвать у Баннера агрессию, но это не срабатывает, ведь импланта на шее уже нет. Мстители встают на сторону зелёного друга, и Красный Халк грозится их уничтожить, но Брюс хватает его и выныривает на поверхность. Они сражаются, а Железный человек, летя к ним, говорит команде, что не совсем доверял красному сумасброду. Красный Халк подвергает людей опасности, и Халк спасает гражданских. Когда прибывают Мстители, Тони просит Красного Халка вернуть карточку Мстителей, и когда злодей достаёт её, активируется процесс автолокализации объекта, который сковывает преступника в суперплотное сдерживающее нано средство. Красный Халк превращается в генерала Росса, и Халк, видя заклятого врага, приходят в ярость. Он хочет наброситься на Росса, но Кэп просит друга успокоится, и Халк отвечает, что знает, кто из них двоих настоящий монстр. Росса арестовывают, а Халку возвращают карточку Мстителей. Он сетует, что друзья не слишком спешили помочь ему, кроме Капитана Америка, и решает побыть один, но оставаясь на связи по карточке.

## Отзывы
Джесс Шедин из IGN поставил эпизоду оценку 6,8 из 10 и порадовался возвращению Халка после долгого отсутствия, «даже если концовка предполагает, что его роль в оставшейся части мультсериала будет ограничена». Критик отчасти надеялся, что под личностью Красного Халка окажется кто-то другой, а не генерал Росс, но это не оправдалось. Рецензент отметил, что «этот эпизод, к сожалению, слишком сильно склонялся к более ранней интерпретации в представлении Красного Халка», ведь «и в человеческом, и в чудовищном облике Росс был чересчур изображён откровенным злодеем». Шедин не до конца понял «мотивы Красного Халка при внедрении в команду Мстителей», задаваясь вопросом «какова была его конечная цель после того, как он бы возглавил команду?». Критик также интересовался, «почему Мстители так быстро приняли его в свои ряды?». Он продолжил, что «Железный человек в конечном итоге доказал, что верил тому лишь наполовину», «но почему Мстители не попытались выяснить, кто такой Красный Халк, прежде чем брать в команду?».